# Bainbridge (Geòrgia)
Bainbridge és una població dels Estats Units a l'estat de Geòrgia. Segons el cens del 2000 tenia 11.722 habitants.

## Demografia
Segons el cens del 2000, Bainbridge tenia 11.722 habitants, 4.444 habitatges, i 3.013 famílies. La densitat de població era de 255,6 habitants per km².
Dels 4.444 habitatges en un 33,7% hi vivien nens de menys de 18 anys, en un 39,7% hi vivien parelles casades, en un 24,2% dones solteres, i en un 32,2% no eren unitats familiars. En el 28,5% dels habitatges hi vivien persones soles el 12,9% de les quals corresponia a persones de 65 anys o més que vivien soles. El nombre mitjà de persones vivint en cada habitatge era de 2,52 i el nombre mitjà de persones que vivien en cada família era de 3,09.
Per edats la població es repartia de la següent manera: un 28% tenia menys de 18 anys, un 9,9% entre 18 i 24, un 26,9% entre 25 i 44, un 19,2% de 45 a 60 i un 16% 65 anys o més.
L'edat mediana era de 34 anys. Per cada 100 dones de 18 o més anys hi havia 78,4 homes.
La renda mediana per habitatge era de 24.869 $ i la renda mediana per família de 30.557 $. Els homes tenien una renda mediana de 28.918 $ mentre que les dones 21.518 $. La renda per capita de la població era de 15.589 $. Entorn del 24% de les famílies i el 26,9% de la població estaven per davall del llindar de pobresa.

## Poblacions més properes
El següent diagrama mostra les poblacions més properes.